# Са-да-Бандейра, Бернарду
Берна́рду де Са Ноге́йра де Фигейре́ду, маркиз де Са-да-Банде́йра (порт. Bernardo de Sá Nogueira de Figueiredo, marquês de Sá da Bandeira, /sa dɐ bɐ̃ˈdɐjɾɐ/; 26 сентября 1795, Сантарен, — 6 января 1876, Лиссабон) — португальский государственный деятель, маркиз.
В 1820 году примкнул к революционерам; в 1823 году выступил защитником конституции и после торжества абсолютизма принуждён был бежать за границу.
Когда дон Педру даровал хартию, Са-да-Бандейра вернулся в Португалию, где занял пост морского министра. В 1836 году он стал во главе восстания против герцога Сальданьи, вследствие чего лишён был всех должностей, но после всеобщей амнистии восстановлен в правах. Позже несколько раз был министром и два раза президентом совета министров.
Са-да-Бандейра скончался 6 января 1876 года в Лиссабоне в возрасте 80 лет. Холост, была одна дочь — Луиза Аглае де Ногейра де Фигейреду, которая родилась в 1825 году, мать — Жозефина Летоль.